# Депутат
Депута́т (от лат. deputatus, «Назначенный, уполномоченный») — лицо, выбранное гражданами в органы власти (часто в законодательную/представительную власть). Депутатом можно стать при выборах по партийным спискам или выборах из списка кандидатов в округах по территориям. Задачей депутата, как правило, является представление интересов избирателей во властных структурах, защита их прав, закреплённых в Конституции и законах.
Почти во всех странах, получая статус депутата, выбранное лицо приобретает неприкосновенность (то есть право на защиту от уголовного или административного преследования в виде усложнённого порядка привлечения к ответственности).
Правовое положение парламентария определяется Конституциями, законами, регламентами, правовыми обычаями. Депутат считается представителем всего народа, а не только того избирательного округа, от которого он избран.
В большинстве стран депутаты имеют свободный мандат (то есть депутат свободен от наказов избирателей и не несёт перед ними юридической ответственности), однако в некоторых странах депутаты обладают императивным мандатом. Это означает, что депутат представляет избирателей только своего округа, а избиратели могут давать депутатам обязательные наказы. В случае невыполнения этих наказов может последовать отзыв депутата за неисполнение возложенных на него избирателями обязанностей.
В части стран этим понятием обозначают лишь законодателей, работающих в центральном парламенте.

## Этимология
В русском языке известно уже XVII в. в форме депутатъ в смысле — член депутации, посольства. Восходит к средне-латинскому deputatus, со значениями «назначенный, посвященный, тот, которого считают за кого-л.», либо «посланный». По-видимому, заимствованное через польский из немецкого языка Deputat.

## В странах мира

### Общее
Следующие особенности статуса депутата центрального парламента распространяются на большинство стран:
Депутатские привилегии
- парламентский индемнитет — запрещение преследования депутата за все действия, совершенные им при исполнении депутатских обязанностей: речь в парламенте, голосование, участие в комиссиях и т. д. Никто не может привлечь депутата к ответственности за эти действия даже после истечения депутатских полномочий.
- парламентский иммунитет

Специальные права
- право на вознаграждение и возмещение служебных расходов
- пенсионные льготы
- право на участие в деятельности парламента
- право депутатского запроса
- право на внеочередной приём у должностных лиц
- право законодательной инициативы
- и др.

Обязанности
- посещать все заседания парламента
- соблюдать парламентскую дисциплину
- работать в составе комитетов и комиссий
- и др.

Запреты
- участие в сделках с государственным имуществом
- участие в руководстве юридических лиц
- заниматься иной оплачиваемой деятельностью
- и др.

### Казахстан
Порядок избрания депутата в высший орган представительной власти Республики Казахстан — Парламент, а также в местные органы власти (маслихаты), их права и обязанности определяются конституционными законами Республики Казахстан. Избрание депутата Мажилиса — нижней палаты Парламента, осуществляется на основе всеобщего, равного и прямого избирательного права при тайном голосовании. Избрание депутата Сената — верхней палаты Парламента, осуществляется на основе косвенного избирательного права при тайном голосовании. Половина избираемых депутатов Сената переизбирается каждые три года. При этом их очередные выборы проводятся не позднее, чем за 2 месяца до окончания срока их полномочий. Семь депутатов Сената назначаются Президентом Республики на срок полномочий Сената. Срок полномочий депутата Сената — 6 лет, а депутата Мажилиса — 5 лет. Депутат парламента не может быть одновременно членом обеих Палат. Внеочередные выборы депутата Парламента проводятся в течение двух месяцев с момента досрочного прекращения полномочий депутата Парламента. Депутат Сената может быть гражданин Республики Казахстан, состоящий в гражданстве не менее 5 лет, достигший 30 лет, имеющий высшее образование и стаж работы не менее 5 лет, постоянно проживающий на территории соответствующей области, города республиканского значения либо столицы Республики не менее 3 лет. Депутатом Мажилиса может быть гражданин Республики, достигший 25 лет. Полномочия депутата начинаются с момента регистрации Центральной избирательной комиссией в качестве члена Парламента. На совместном заседании Палат Парламента депутат приносит присягу народу Казахстана, в которой торжественно клянётся исполнять почетную обязанность депутата на пути укрепления единства и независимости Казахстана. Голосование в Парламенте осуществляется депутатом только лично. Депутат имеет право голоса при вынесении решений по рассматриваемым вопросам на каждом заседании Парламента.
Депутат Парламента не вправе быть депутатом другого представительного органа; занимать иные оплачиваемые должности, кроме преподавательской, научной или иной творческой деятельности; осуществлять предпринимательскую деятельность, входить в состав руководящего органа или наблюдательного совета коммерческой организации. В случае нарушения этого правила полномочия депутата прекращаются. Депутату Парламента в течение срока своих полномочий гарантируется неприкосновенность: он не может быть арестован, подвергнут приводу, мерам административного взыскания, налагаемым в судебном порядке, привлечён к уголовной ответственности без согласия соответствующей Палаты, кроме случаев задержания на месте преступления или совершения тяжких преступлений. Полномочия депутата Парламента прекращаются в случаях подачи в отставку, признания депутата недееспособным, роспуска Парламента и иных, предусмотренных Конституцией случаях. Депутат Парламента лишается своего мандата при вступлении в силу обвинительного приговора суда в отношении него, его выезда на постоянное место жительства за пределы Республики Казахстан.

### Россия

#### Депутатский корпус
Общее число парламентариев всех уровней — федерального, регионального и местного действующим законодательством России не установлено. По разным данным, в России на постоянной и непостоянной основе осуществляют свои полномочия свыше 77 тысяч депутатов.

#### Депутаты центрального парламента
В России действует двухпалатный парламент, однако депутаты избираются только в нижнюю палату — Государственную думу. Статус депутата в России определяется Конституцией Российской Федерации, а именно ст. 97, ст. 98, Федеральными Конституционными законами, а также ФЗ от 8 мая 1994 г. «О статусе сенатора Совета Федерации и статусе депутата Государственной Думы».
Депутатом Государственной думы может стать гражданин Российской Федерации, достигший 21 года. Статус депутата Госдумы не совместим со статусом депутата иных представительных органов или органов местного самоуправления, с государственной службой и любой оплачиваемой деятельностью, кроме преподавательской, научной и иной творческой деятельности.
Депутаты Государственной думы обладают неприкосновенностью в течение всего срока их полномочий, кроме случаев задержания на месте преступления. Для лишения неприкосновенности депутата требуется решение Госдумы по представлению генерального прокурора Российской Федерации.
Депутаты Госдумы пользуются различными льготами (например, бесплатный проезд в поездах РЖД в вагонах всех категорий без ограничения количества поездок)
Депутаты призваны способствовать соблюдению прав и законных интересов своих избирателей. Полномочия депутатов и позитивная практика их реализации, по мнению экспертов, показывает степень эффективности деятельности самих депутатов.

#### Депутаты региональных парламентов
Существуют и парламенты субъектов Российской Федерации — законодательные (представительные) органы власти в субъектах страны, решающие проблемы соответствующего субъекта. В них тоже избираются депутаты.
Число депутатов и срок полномочий органа государственной власти субъекта России устанавливается конституцией (уставом) субъекта. Срок полномочий депутатов регионального парламента одного созыва не может превышать пять лет и на данный момент все 85 региональных парламентов имеют один срок полномочий — 5 лет.
Депутаты органа власти в субъекте России, как и в Государственной думе, выдвигаются и избираются в парламент как от политических объединений, так и самовыдвижением.
Максимальный состав парламента — 110 депутатов (в Государственном собрании Башкортостана), минимальный — 15 депутатов (в Думе Чукотского автономного округа). Численность избирателей не всегда влияет на депутатский состав парламента, например, в парламенте Татарстана при ~3 млн избирателей в республике распределяется 100 мандатов, а в Москве при ~7,5 млн избирателей в парламенте региона распределяется 45 мандатов.
Адекватная численность депутатского корпуса — один из залогов независимости и дееспособности парламента. Как правило более малочисленный парламент легче поддаётся давлению и манипулированию.

### Украина

#### Депутаты центрального парламента
Единственным органом законодательной власти на Украине является парламент — Верховная Рада Украины. Конституционный состав Верховной рады — 450 народных депутатов, избираемых на основе всеобщего, равного и прямого избирательного права путем тайного голосования сроком на пять лет (ст. 76 Конституции Украины).
Народным депутатом Украины может быть избран гражданин Украины, достигший на день выборов двадцати одного года, имеющий право голоса и проживающий на Украине в течение последних пяти лет.
Не может быть избран в Верховную Раду Украины гражданин, имеющий судимость за совершение умышленного преступления, если эта судимость не погашена и не снята в установленном законом порядке.
Согласно ст. 78 Конституции Украины, народные депутаты Украины осуществляют свои полномочия на постоянной основе.
Народные депутаты Украины не могут иметь другого представительского мандата, быть на государственной службе, занимать другие оплачиваемые должности, заниматься другой оплачиваемой или предпринимательской деятельностью (кроме преподавательской, научной и творческой деятельности), входить в состав руководящего органа или наблюдательного совета предприятия или организации, имеющей целью получения прибыли.
Требования относительно несовместимости депутатского мандата с другими видами деятельности устанавливаются законом.
В случае возникновения обстоятельств, нарушающих требования относительно несовместимости депутатского мандата с другими видами деятельности, народный депутат Украины в двадцатидневный срок со дня возникновения таких обстоятельств прекращает такую деятельность или подает личное заявление о сложении полномочий народного депутата Украины.
Перед вступлением в должность народные депутаты Украины приносят перед Верховной Радой Украины присягу.
Согласно ст. 86, народный депутат Украины имеет право на сессии Верховной Рады Украины обратиться с запросом в органы Верховной Рады Украины, в Кабинет Министров Украины, к руководителям других органов государственной власти и органов местного самоуправления, а также к руководителям предприятий, учреждений и организаций, расположенных на территории Украины, независимо от их подчинения и форм собственности.
Руководители органов государственной власти и органов местного самоуправления, предприятий, учреждений и организаций обязаны сообщить народного депутата Украины о результатах рассмотрения его запроса.

#### Депутаты органов местного самоуправления
В состав сельского, поселкового, городского, районного, областного совета входят депутаты, которые избираются жителями села, поселка, города, района, области на основе всеобщего, равного, прямого избирательного права путем тайного голосования. Срок полномочий сельского, поселкового, городского, районного, областного совета, депутаты которого избраны на очередных выборах, составляет пять лет. Прекращение полномочий сельского, поселкового, городского, районного, областного совета влечет прекращения полномочий депутатов соответствующего совета (ст. 141 Конституции Украины).

### Франция
Во Франции действует двухпалатный парламент.
Сенат является верхней палатой парламента Франции. Согласно ст. 24 Конституции Франции Сенат избирается всеобщим непрямым голосованием и должен обеспечивать представительство в парламенте местных территориальных общин Франции. В нынешний состав Сената входит 348 сенаторов. Сенаторы должны быть не моложе 24 лет и избираются сроком на 6 лет.
Национальное собрание или Национальная ассамблея состоит из 577 депутатов, избираемых на 5 лет в ходе прямых всеобщих выборов, проходящих в два тура.

### Таиланд
Парламент Таиланда — двухпалатное Национальное собрание, состоит из Сената на 150 мест и Палаты представителей на 480 мест. Членов обеих палат избирает народ Таиланда, за исключением 50 % Верхней палаты (Сената): они назначаются монархом. Нижняя палата (Палата представителей) избирается на 4 года по смешанной системе на многопартийной основе, Сенат — на 6 лет.